# Provinciale Staten

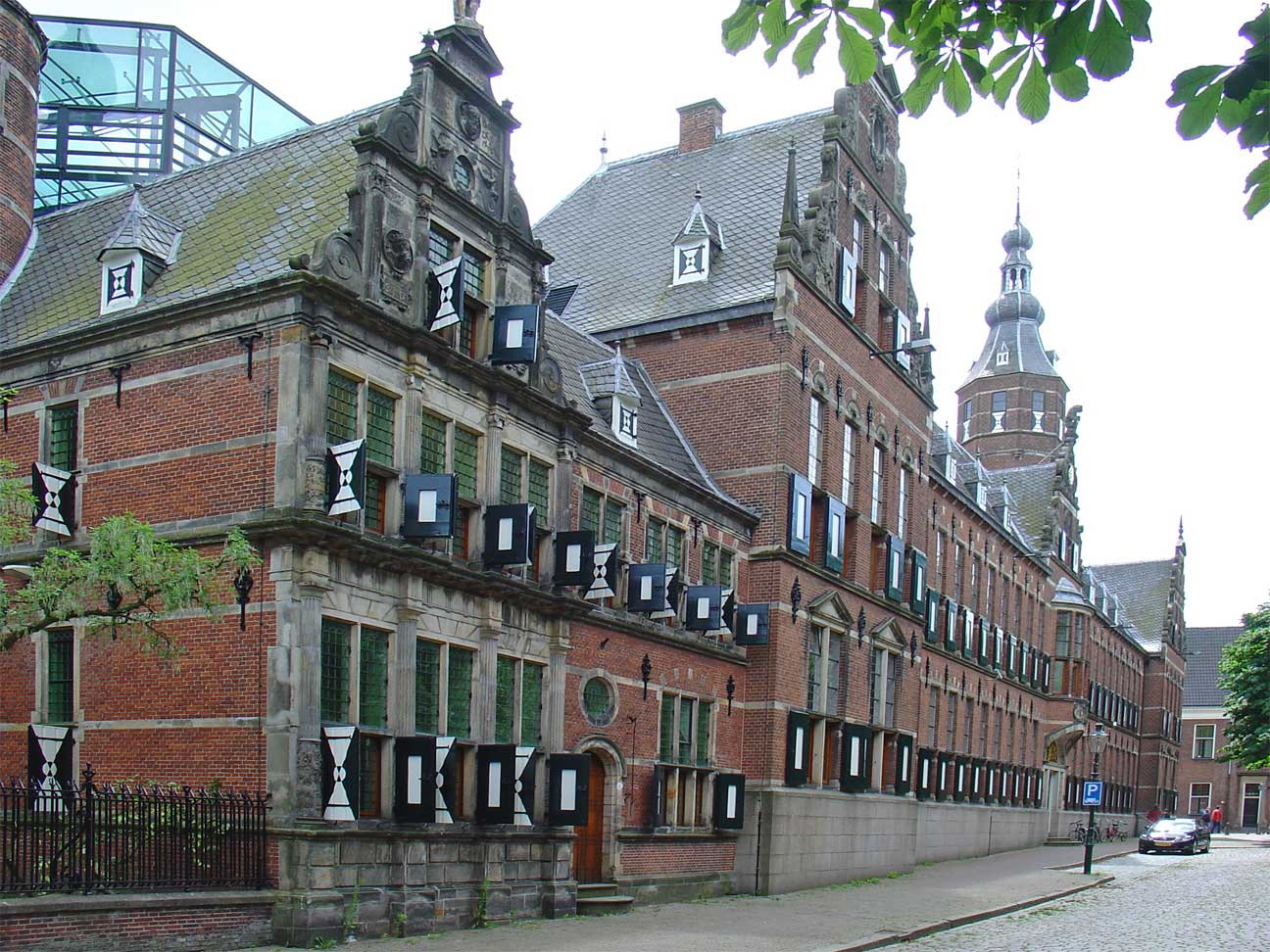
Provinciehuis von Groningen (in der Hauptstadt der gleichnamigen Provinz)

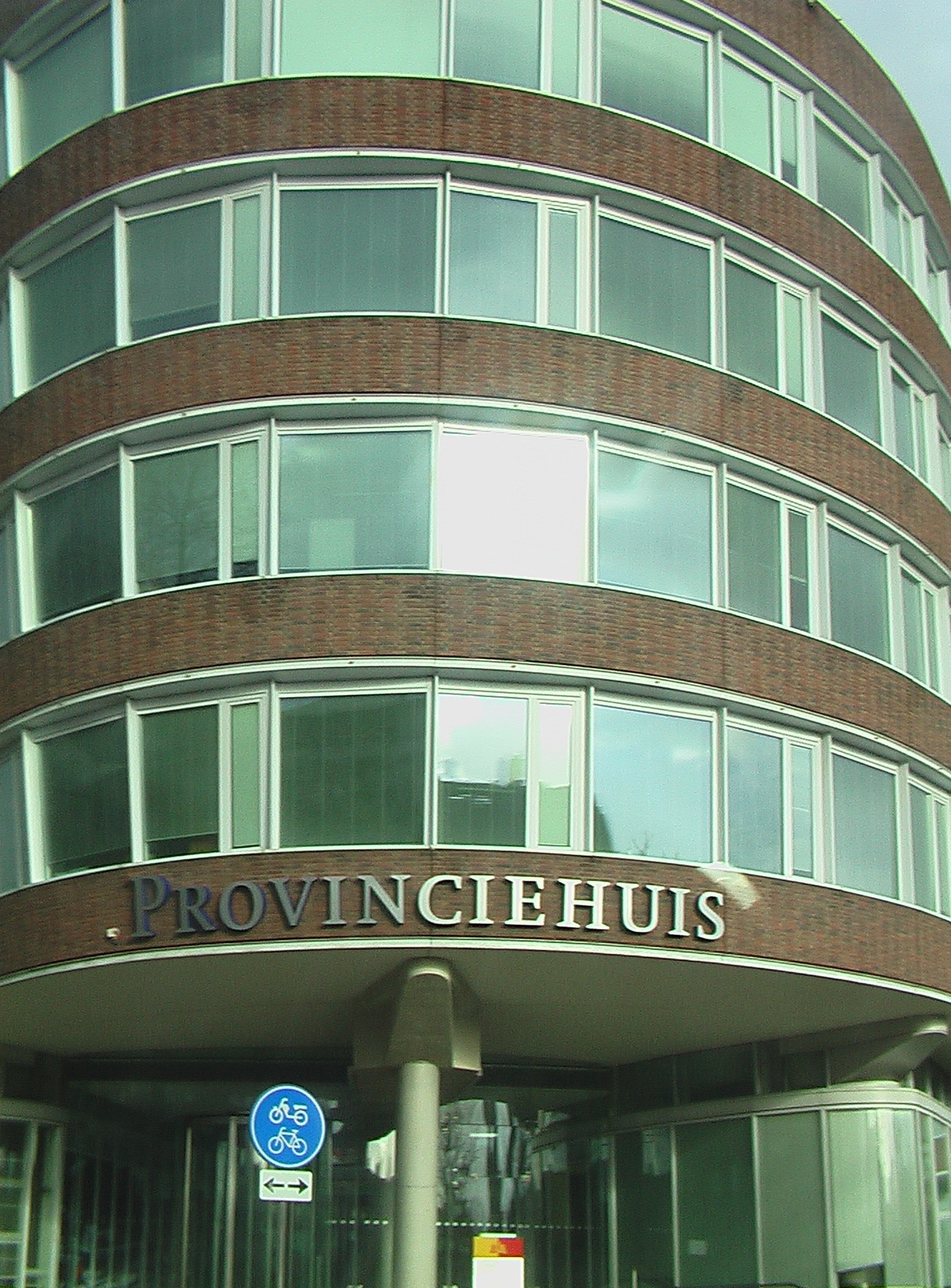
Provinciehuis in Den Haag (Zuid-Holland)

Als Provinciale Staten bezeichnet man das Parlament einer niederländischen Provinz. Wörtlich übersetzt bedeutet der Ausdruck Provinzialstände oder Stände der Provinz, im Deutschen wird er als Provinzparlament oder Provinzialstaaten wiedergegeben. Im Niederländischen heißt es oft kurz Staten.
Aufgabe der Provinzialstaaten ist die Wahl und Kontrolle einer Provinzregierung, die Gedeputeerde Staten. Außerdem treffen sie Beschlüsse, beispielsweise über den Provinzialhaushalt. Im Vergleich etwa mit deutschen und österreichischen Bundesländern oder schweizerischen Kantonen haben die Provinzen allerdings sehr wenig Befugnisse.

## Geschichte
Bis 1850, das heißt bis zur provinciewet von Johan Rudolf Thorbecke, wählten Adlige und Ritterschaften ein Drittel der statenleden (Mitglieder der Staten). Seitdem werden die Staten von den wahlberechtigten Staatsbürgern gewählt, wie auch die Zweite Kammer des nationalen Parlaments.
Bis 2003 galten die Staten offiziell als das bestuur einer Provinz, also als der Vorstand, die Regierung, das leitende Organ. Davon unterscheidet man gängigerweise ein dagelijks bestuur, den eigentlichen Vorstand. Dieses dagelijks bestuur ist das College van Gedeputeerde Staten. Seit 2003 sind die Staten auch offiziell das Organ der Volksvertretung. Bis damals waren die Gedeputeerden Mitglieder der Staten, seitdem dürfen sie dies nicht mehr sein.

## Wahl und Mitgliederzahl
Die Staten aller Provinzen werden alle vier Jahre am selben Tag in den Provinciale Statenverkiezingen gewählt. Dabei gilt, wie in den Niederlanden üblich, das Verhältniswahlrecht. Bei den Provinzwahlen 2023 wurden 572 Sitze vergeben. Sie verteilten sich auf insgesamt 24 verschiedene politische Gruppen. Die stärkste provinziale Partei ist die Friesische Nationale Partei mit vier von 43 Sitzen in der Provinz Friesland.
Die Wahlbeteiligung liegt bei den Wahlen zu den Provinciale Staten üblicherweise deutlich geringer als bei den nationalen Parlamentswahlen. Bei den Provinzwahlen 2023 betrug sie 59 %, im Vergleich zu 79 % bei der Parlamentswahl 2021.
Die Zahl der zu vergebenden Sitze kann sich in Abhängigkeit von der Bevölkerungsentwicklung von Wahlperiode zu Wahlperiode ändern. Aktuell haben die vier größten Staten jeweils 55 Sitze, nämlich die von Noord-Holland, Zuid-Holland, Gelderland und Noord-Brabant. Die kleinste Anzahl, 39 Mitglieder, hat Zeeland.

## Aufgaben

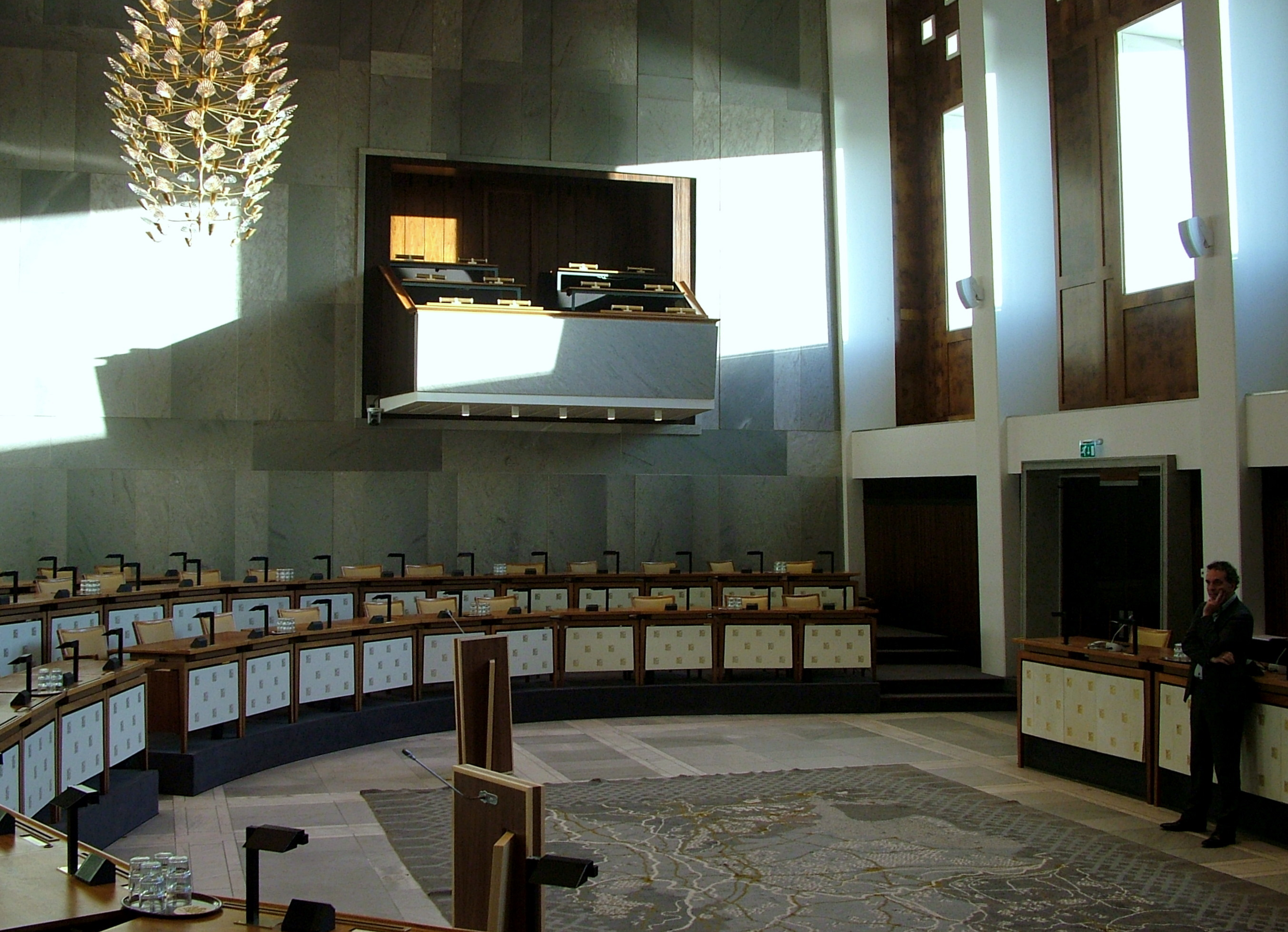
Statenzaal (Sitzungssaal der Staten) im Huis der Provincie in Arnhem (Gelderland)

Die Staten wählen das aus drei bis sieben Mitgliedern bestehende College van Gedeputeerde Staten (abgekürzt oft als College bezeichnet). Das gewählte College bildet zusammen mit seinem Vorsitzenden, dem vom niederländische Innenministerium bestimmten und vom König ernannten Kommissar des Königs, das dagelijkse bestuur, die „Regierung“ der Provinz. Die Staten kontrollieren, ob ihre Beschlüsse vom dagelijkse bestuur umgesetzt werden.
Ferner wählen die Staten aller Provinzen gemeinsam die Erste Kammer der Generalstaaten, also die weniger bedeutende Kammer des nationalen Parlamentes. Das Gewicht der Stimme eines Angehörigen eines Provinzparlaments hängt dabei von der Größe der betreffenden Provinz ab. Da nicht per Provinz, sondern die Kandidaten von nationalen Listen gewählt werden, kann man die Angehörigen der Ersten Kammer nicht als eigentliche Vertreter von Provinzen ansehen, und die Erste Kammer hat auch nicht die Aufgabe, die Provinzen zu vertreten.

## Sitz und Organisation
Die Provinzialstaaten der Provinz treten in der Regel im Provinciehuis zusammen, wo auch die Verwaltung der Provinz ihren Sitz hat. In Gelderland heißt das Gebäude Huis der Provincie, in Limburg Gouvernement.
Das Parlament als solches hat eine Verwaltung unter einem Sekretär, der Statengriffier (oder kurz: griffier) heißt. Die Fraktionen haben je einen oder mehrere fractieassistenten. Das ist ein ehrenamtlicher, aber beeidigter Bürger, der die Fraktionsmitglieder mit Zuarbeit unterstützt; oft ist es jemand, der auf der Wahlliste der betreffenden Partei gestanden hat.